# Dolors Sala Vivé
Dolors Sala Vivé (Sant Sadurní d'Anoia, 1889 - 1978) fou una empresària catalana. Era filla i neta d'especialistes en vins tranquils de l'antiga Casa Sala, primera marca exportadora de vins de Sant Sadurní d'Anoia. Dolors Sala era una avançada al seu temps i tenia amplis coneixements d'enologia. Tenia tan ben identificats els productes de la vinya de Sant Sadurní, Subirats i Mediona, que els distingia en els tasts a cegues.
Dolors Sala era filla de Joan Sala i Carme Vivé, que van tenir altres tres fills, morts tots prematurament. Es va casar el 1911 amb en Pere Ferrer Bosch, fill petit dels Ferrer de la Freixeneda, una finca antiga de Mediona (Alt Penedès) conegut amb el renom de Freixenet, i van fundar l'empresa de vins escumosos que prendria aquest sobrenom. La Dolors Sala era qui dirigia la part tècnica de l'elaboració del cava mentre el seu marit viatjava arreu del món comercialitzant el producte i posant els fonaments de la marca que avui és la número 9 del Ranking Mundial de la Viticultura de qualitat.
Junts van iniciar l'elaboració del cava escumós seguint el mètode de la regió francesa de la Xampanya, que emprava des de feia dos segles. A la bodega, els encarregats reconeixien el seu talent per a la degustació de vi i també per aconseguir els millors assemblatges, i en particular els de tipus brut i brut nature reserva; ella va ser la primera cavista a treure al mercat un elaborat d'aquest tipus brut reserva en l'anyada 1930.
El 1935 el seu cava ja era conegut a Nova Jersey. Actualment és la primera empresa vitivinícola d'Espanya, que destaca en l'elaboració de vins tranquils. I és l'únic grup de l'Estat situat entre els deu primers del món.
Dolors Sala era una dona amb visió de futur. Plantejava el desenvolupament de l'empresa a llarg termini, alhora que assentava la producció sobre bases sòlides i dirigia l'empresa amb mà ferma i idees innovadores. De creences cristianes, la movia l'afany d'aconseguir l'excel·lència en la feina.
Després de quedar viuda i perdre el seu fill gran durant la Guerra Civil espanyola, es va dedicar en cos i ànima a l'empresa, que va presidir fins al dia de la seva mort, el 21 de febrer de 19878. El 1974 va ser nomenada Enòloga d'honor per l'Associació d'Enòlegs d'Espanya. En memòria seva, els que la succeïren varen crear un cava nature de reserva, elaborat amb les seves vinyes de Mediona, que du per nom "Cuvée D.S." (Dolors Sala), un vi amb un mínim de cinquanta-cinc mesos de criança i elaborat amb varietats de cep tradicionals del Penedès: xarel·lo, macabeu i parellada. La finca i caves que Freixenet té a Mèxic porten també el seu nom: Finca Doña Dolores i Cavas Sala Vivé.